# Oxidercia apicalis
Oxidercia apicalis är en fjärilsart som beskrevs av Walker 1865. Oxidercia apicalis ingår i släktet Oxidercia och familjen nattflyn. Inga underarter finns listade i Catalogue of Life.